# Lista de filmes brasileiros por década e espectadores
Lista de filmes brasileiros com mais de 2 milhões de espectadores organizada por década, de acordo com a Agência Nacional do Cinema.

## Comparação entre as décadas
| Década    | > 5 000 000 | > 4 000 000 | > 3 000 000 | > 2 000 000 |
| --------- | ----------- | ----------- | ----------- | ----------- |
| Anos 1970 | 6           | 2           | 6           | 18          |
| Anos 1980 | 2           | 7           | 7           | 7           |
| Anos 1990 | 0           | 1           | 0           | 2           |
| Anos 2000 | 2           | 1           | 5           | 13          |
| Anos 2010 | 6           | 3           | 5           | 4           |
| Anos 2020 | 1           | 1           | 0           | 1           |

## Anos 1970

### Com mais de 5 milhões
| Título                               | Diretor            | Produtor                           | Data de Estréia | Espectadores |
| ------------------------------------ | ------------------ | ---------------------------------- | --------------- | ------------ |
| Dona Flor e Seus Dois Maridos        | Bruno Barreto      | L.C.Barreto                        | novembro/1976   | 10 735 524   |
| A Dama do Lotação                    | Neville de Almeida | Regina Filmes                      | abril/1978      | 6 509 134    |
| O Trapalhão nas Minas do Rei Salomão | J.B. Tanko         | J.B.Tanko Filmes                   | agosto/1977     | 5 786 226    |
| Lúcio Flávio, o Passageiro da Agonia | Hector Babenco     | HB Filmes                          | novembro/1977   | 5 401 325    |
| Os Trapalhões na Guerra dos Planetas | Adriano Stuart     | Renato Aragão Produções Artísticas | dezembro/1978   | 5 089 970    |
| Cinderelo Trapalhão                  | Adriano Stuart     | Renato Aragão Produções Artísticas | junho/1979      | 5 028 893    |

### Com mais de 4 milhões
| Título                              | Diretor     | Produtor         | Data de estréia | Espectadores |
| ----------------------------------- | ----------- | ---------------- | --------------- | ------------ |
| O Trapalhão no Planalto dos Macacos | J. B. Tanko | J.B.Tanko Filmes | dezembro/1976   | 4 565 267    |
| Simbad, o Marujo Trapalhão          | J. B. Tanko | J.B.Tanko Filmes | junho/1976      | 4 406 200    |

### Com mais de 3 milhões
| Título                         | Diretor                 | Produtor                | Data de estréia | Espectadores |
| ------------------------------ | ----------------------- | ----------------------- | --------------- | ------------ |
| O Jeca Macumbeiro              | Pio Zamuner e Mazzaropi | PAM Filmes              | fevereiro/1975  | 3 468 728    |
| Jeca contra o Capeta           | Pio Zamuner e Mazzaropi | PAM Filmes              | fevereiro/1976  | 3 428 860    |
| O Trapalhão na Ilha do Tesouro | J. B. Tanko             | J.B.Tanko Filmes        | junho/1975      | 3 375 090    |
| Jecão, um Fofoqueiro no Céu    | Pio Zamuner e Mazzaropi | PAM Filmes              | junho/1977      | 3 306 926    |
| Xica da Silva                  | Carlos Diegues          | Terra Filmes            | setembro/1976   | 3 183 582    |
| O Menino da Porteira           | Jeremias Moreira Filho  | Topázio Cinematográfica | março/1977      | 3 131 878    |

### Com mais de 2 milhões
| Título                                    | Diretor                        | Produtor                                  | Data de estréia | Espectadores |
| ----------------------------------------- | ------------------------------ | ----------------------------------------- | --------------- | ------------ |
| Robin Hood, o Trapalhão da Floresta       | J. B. Tanko                    | J.B.Tanko Filmes                          | julho/1974      | 2 978 767    |
| Independência ou Morte                    | Carlos Coimbra                 | Cinedistri                                | setembro/1972   | 2 924 494    |
| O Jeca e o seu Filho Preto                | Pio Zamuner e Berilo Faccio    | PAM Filmes                                | abril/1978      | 2 872 881    |
| Roberto Carlos a 300 Quilômetros por Hora | Roberto Farias                 | Produções Cinematográficas Roberto Farias | dezembro/1971   | 2 785 922    |
| Um Caipira em Bariloche                   | Pio Zamuner e Mazzaropi        | PAM Filmes                                | janeiro/1973    | 2 720 345    |
| O Grande Xerife                           | Pio Zamuner                    | PAM Filmes                                | janeiro/1972    | 2 693 271    |
| Roberto Carlos e o Diamante Cor-de-rosa   | Roberto Farias                 | Produções Cinematográficas Roberto Farias | julho/1970      | 2 639 174    |
| A Viúva Virgem                            | Pedro Carlos Rovai             | Sincrocine                                | abril/1972      | 2 635 962    |
| Amada Amante                              | Cláudio Cunha                  | Kinema Produtora e Distribuidora          | julho/1978      | 2 610 538    |
| Aladim e a Lâmpada Maravilhosa            | J.B. Tanko                     | Jarbas Barbosa Produções Cinematográficas | janeiro/1974    | 2 573 241    |
| Betão Ronca Ferro                         | Geraldo Miranda                | PAM Filmes                                | janeiro/1971    | 2 568 475    |
| Bem Dotado, o Homem de Itu                | José Miziara                   | Cinedistri                                | junho/1978      | 2 409 162    |
| A Banda das Velhas Virgens                | Pio Zamuner e Mazzaropi        | PAM Filmes                                | julho/1979      | 2 345 553    |
| Portugal, Minha Saudade                   | Amácio Mazzaropi               | PAM Filmes                                | janeiro/1974    | 2 325 650    |
| O Caso Cláudia                            | Miguel Borges                  | Artenova                                  | agosto/1979     | 2 220 116    |
| Como É Boa Nossa Empregada                | Victor di Mello e Ismar Porto  | Vidya Produções                           | maio/1973       | 2 163 036    |
| O Cortiço                                 | Francisco Ramalho Jr.          | Argos Filmes                              | abril/1978      | 2 131 643    |
| O Roubo das Calcinhas                     | Braz Chediak e Sandoval Aguiar | Sincrocine                                | setembro/1975   | 2 017 063    |

## Anos 1980

### Com mais de 5 milhões
| Título                        | Diretor     | Produtor         | Data de estréia | Espectadores |
| ----------------------------- | ----------- | ---------------- | --------------- | ------------ |
| Os Saltimbancos Trapalhões    | J. B. Tanko | J.B.Tanko Filmes | dezembro/1981   | 5 218 478    |
| Os Trapalhões na Serra Pelada | J. B. Tanko | J.B.Tanko Filmes | dezembro/1982   | 5 043 350    |

### Com mais de 4 milhões
| Título                          | Diretor                           | Produtor                           | Data de estréia | Espectadores |
| ------------------------------- | --------------------------------- | ---------------------------------- | --------------- | ------------ |
| O Casamento dos Trapalhões      | José Alvarenga Jr.                | Renato Aragão Produções Artísticas | dezembro/1988   | 4 779 027    |
| Coisas Eróticas                 | Raffaele Rossi e Laente Calicchio | Empresa Cinematográfica Rossi      | julho/1982      | 4 729 484    |
| Os Vagabundos Trapalhões        | J. B. Tanko                       | J.B.Tanko Filmes                   | junho/1982      | 4 631 914    |
| O Rei e os Trapalhões           | Adriano Stuart                    | Renato Aragão Produções Artísticas | janeiro/1980    | 4 240 757    |
| Os Três Mosqueteiros Trapalhões | Adriano Stuart                    | Renato Aragão Produções Artísticas | junho/1980      | 4 221 062    |
| O Incrível Monstro Trapalhão    | Adriano Stuart                    | Renato Aragão Produções Artísticas | janeiro/1981    | 4 212 244    |
| A Princesa Xuxa e os Trapalhões | José Alvarenga Jr.                | Renato Aragão Produções Artísticas | junho/1989      | 4 018 764    |

### Com mais de 3 milhões
| Título                                       | Diretor                            | Produtor                           | Data de estréia | Espectadores |
| -------------------------------------------- | ---------------------------------- | ---------------------------------- | --------------- | ------------ |
| O Cangaceiro Trapalhão                       | Daniel Filho                       | Renato Aragão Produções Artísticas | junho/1983      | 3 831 443    |
| Os Trapalhões e o Rei do Futebol             | Carlos Manga                       | Renato Aragão Produções Artísticas | junho/1986      | 3 616 696    |
| Os Fantasmas Trapalhões                      | J.B. Tanko                         | Renato Aragão Produções Artísticas | dezembro/1987   | 3 535 453    |
| Eu Te Amo                                    | Arnaldo Jabor                      | Flávia Filmes                      | abril/1981      | 3 457 154    |
| Os Trapalhões na Terra dos Monstros          | Flávio Migliaccio                  | Renato Aragão Produções Artísticas | dezembro/1989   | 3 200 000    |
| Os Heróis Trapalhões - Uma Aventura na Selva | José Alvarenga Jr. e Wilton Franco | Renato Aragão Produções Artísticas | junho/1988      | 3 142 114    |
| Aluga-Se Moças                               | Deni Cavalcanti                    | Madial Filmes                      | novembro/1981   | 3 082 925    |

### Com mais de 2 milhões
| Título                               | Diretor                             | Produtor                                | Data de estréia | Espectadores |
| ------------------------------------ | ----------------------------------- | --------------------------------------- | --------------- | ------------ |
| Os Trapalhões no Auto da Compadecida | Roberto Farias                      | Renato Aragão Produções Artísticas      | junho/1988      | 2 610 371    |
| Giselle                              | Victor Di Mello                     | Vidya Produções                         | novembro/1980   | 2 206 682    |
| O Trapalhão na Arca de Noé           | Del Rangel                          | Renato Aragão Produções Artísticas      | dezembro/1983   | 2 181 017    |
| Menino do Rio                        | Antonio Calmon                      | L.C.Barreto                             | janeiro/1982    | 2 120 903    |
| A Noite das Taras                    | David Cardoso, John Woo e Ody Fraga | Dacar Produções                         | junho/1980      | 2 107 829    |
| O Verdadeiro Amante Sexual           | Levi Salgado                        | Levi Salgado Produções Cinematográficas | 1989            | 2 053 495    |
| Mulher Objeto                        | Silvio de Abreu                     | Cinearte Produções Cinematográficas     | setembro/1981   | 2 031 520    |

## Anos 1990

### Com mais de 4 milhões
| Título         | Diretor         | Produtor    | Data de estréia | Espectadores |
| -------------- | --------------- | ----------- | --------------- | ------------ |
| Lua de Cristal | Tizuka Yamazaki | Dreamvision | junho/1990      | 4 178 165    |

### Com mais de 2 milhões
| Título                 | Diretor         | Produtor                           | Data de estréia | Espectadores |
| ---------------------- | --------------- | ---------------------------------- | --------------- | ------------ |
| Uma Escola Atrapalhada | Antonio Rangel  | Renato Aragão Produções Artísticas | junho/1990      | 2 571 095    |
| Xuxa Requebra          | Tizuka Yamazaki | Diler & Associados                 | dezembro/1999   | 2 046 033    |

## Anos 2000

### Com mais de 5 milhões de espectadores
| Título                | Diretor        | Produtor            | Data de estréia | Espectadores |
| --------------------- | -------------- | ------------------- | --------------- | ------------ |
| Se Eu Fosse Você 2    | Daniel Filho   | Total Entertainment | janeiro/2009    | 6 090 168    |
| 2 Filhos de Francisco | Breno Silveira | Conspiração filmes  | agosto/2005     | 5 319 677    |

### Com mais de 4 milhões
| Título    | Diretor        | Produtor  | Data de estréia | Espectadores |
| --------- | -------------- | --------- | --------------- | ------------ |
| Carandiru | Hector Babenco | HB Filmes | abril/2003      | 4 693 853    |

### Com mais de 3 milhões
| Título                    | Diretor                          | Produtor             | Data de estréia | Espectadores |
| ------------------------- | -------------------------------- | -------------------- | --------------- | ------------ |
| Se Eu Fosse Você          | Daniel Filho                     | Total Entertainment  | janeiro/2006    | 3 644 956    |
| Cidade de Deus            | Fernando Meirelles               | O2 Filmes            | agosto/2002     | 3 307 746    |
| Lisbela e o Prisioneiro   | Guel Arraes                      | Natasha Enterprises  | agosto/2003     | 3 169 860    |
| Cazuza - O Tempo Não Para | Sandra Werneck e Walter Carvalho | Lereby Produções     | junho/2004      | 3 082 522    |
| Olga                      | Jayme Monjardim                  | Nexus Cinema e Video | agosto/2004     | 3 076 297    |

### Com mais de 2 milhões
| Título                                      | Diretor                                | Produtor                                     | Data de estréia | Espectadores |
| ------------------------------------------- | -------------------------------------- | -------------------------------------------- | --------------- | ------------ |
| Os Normais                                  | José Alvarenga Jr.                     | Missão Impossível Cinco Produções Artísticas | outubro/2003    | 2 977 641    |
| Xuxa e os Duendes                           | Paulo Sérgio Almeida e Rogério Gomes   | Diler & Associados                           | dezembro/2001   | 2 621 793    |
| Tropa de Elite                              | José Padilha                           | Zazen Produções                              | outubro/2007    | 2 421 295    |
| Xuxa Popstar                                | Tizuka Yamazaki e Paulo Sérgio Almeida | Diler & Associados                           | dezembro/2000   | 2 394 326    |
| A Mulher Invisível                          | Cláudio Torres                         | Conspiração Filmes                           | junho/2009      | 2 353 136    |
| Maria - Mãe do Filho de Deus                | Moacyr Goes                            | Diler & Associados                           | dezembro/2002   | 2 342 494    |
| Xuxa e os Duendes 2                         | Paulo Sérgio Almeida e Rogério Gomes   | Diler & Associados                           | dezembro/2002   | 2 310 852    |
| Sexo, Amor e Traição                        | Jorge Fernando                         | Total Entertainment                          | janeiro/2004    | 2 219 423    |
| Xuxa Abracadabra                            | Moacyr Góes                            | Diler & Associados                           | dezembro/2003   | 2 217 368    |
| Os Normais 2 - A Noite mais Maluca de Todas | José Alvarenga Jr.                     | Globo Filmes, Telecine Productions           | agosto/2009     | 2 202 640    |
| O Auto da Compadecida                       | Guel Arraes                            | Globofilmes                                  | setembro/2000   | 2 157 166    |
| Meu Nome Não É Johnny                       | Mauro Lima                             | Atitude Produções e Empreendimentos          | janeiro/2008    | 2 115 331    |
| A Grande Família: O Filme                   | Maurício Farias                        | Globofilmes                                  | fevereiro/2007  | 2 027 385    |

## Anos 2010

### Com mais de 5 milhões
| Título                                             | Diretor            | Produtor        | Data de estréia | Espectadores |
| -------------------------------------------------- | ------------------ | --------------- | --------------- | ------------ |
| Nada a Perder[a]                                   | Alexandre Avancini | Record Filmes   | março/2018      | 12 184 373   |
| Minha Mãe É uma Peça 3                             | Susana Garcia      | Migdal Filmes   | dezembro/2019   | 11 498 050   |
| Os Dez Mandamentos - O Filme[a]                    | A. Avancini        | Record Filmes   | janeiro/2016    | 11 215 000   |
| Tropa de Elite 2: o Inimigo agora É Outro          | José Padilha       | Zazen Produções | outubro/2010    | 11 146 000   |
| Minha Mãe é Uma Peça 2                             | César Rodrigues    | Migdal Filmes   | dezembro/2016   | 9 080 079    |
| Nada a Perder 2: Não Se Pode Esconder a Verdade[a] | Alexandre Avancini | Record Filmes   | agosto/2019     | 6 193 133    |

Notas
- ↑[a]  Nada a Perder, Nada a Perder 2 e Os Dez Mandamentos, todos produzidos por uma subsidiária da Igreja Universal do Reino de Deus, tiveram relatos de salas vazias com todos os ingressos vendidos, indicando uma discrepância entre o número relatado de espectadores e o público real.[3][4][5]

### Com mais de 4 milhões
| Título               | Diretor          | Produtor        | Data de estréia | Espectadores |
| -------------------- | ---------------- | --------------- | --------------- | ------------ |
| De Pernas pro Ar 2   | Roberto Santucci | Downtown Filmes | dezembro/2012   | 4 818 722    |
| Minha Mãe é uma Peça | André Pellenz    | Migdal Filmes   | junho/2013      | 4 582 788    |
| Nosso Lar            | Wagner de Assis  | Cinética Filmes | setembro/2010   | 4 020 009    |

### Com mais de 3 milhões
| Título                     | Diretor               | Produtor          | Data de estréia | Espectadores |
| -------------------------- | --------------------- | ----------------- | --------------- | ------------ |
| Loucas pra Casar           | Roberto Santucci      | Downtown Filmes   | janeiro/2015    | 3 770 455    |
| De Pernas pro Ar           | Roberto Santucci      | Downtown Filmes   | dezembro/2010   | 3 547 138    |
| Chico Xavier               | Daniel Filho          | Lereby Produções  | abril/2010      | 3 413 300    |
| Até que a Sorte nos Separe | Roberto Santucci      | Gullane Pictures  | outubro/2012    | 3 289 889    |
| Meu Passado Me Condena     | Júlia Rezende         | Atitude Produções | outubro/2013    | 3 117 889    |
| Cilada.com                 | José Alvarenga Júnior | Case Filmes       | julho/2011      | 3 020 337    |

### Com mais de 2 milhões
| Título             | Diretor                        | Produtor                                                 | Data de estreia | Espectadores |
| ------------------ | ------------------------------ | -------------------------------------------------------- | --------------- | ------------ |
| Vai que Dá Certo   | Maurício Farias                | Fraiha Produções                                         | março/2013      | 2 735 546    |
| E Aí… Comeu?       | Felipe Joffly                  | Paris Filmes                                             | junho/2012      | 2 576 213    |
| Carrossel: O Filme | Alexandre Boury e Mauricio Eça | Televisa Cine, Paris Filmes, Downtown Filmes e Rio Filme | julho/2015      | 2 526 720    |
| Os Penetras        | Andrucha Waddington            | Conspiração Filmes                                       | novembro/2012   | 2 515 181    |
| Bruna Surfistinha  | Marcus Baldini                 | Damasco Filmes                                           | fevereiro/2011  | 2 159 203    |

## Anos 2020

### Com mais de 5 milhões
| Título                  | Diretor       | Produtor    | Data de estréia | Espectadores |
| ----------------------- | ------------- | ----------- | --------------- | ------------ |
| Ainda Estou Aqui (2024) | Walter Salles | VideoFilmes | novembro/2024   | 5.670.000    |

### Com mais de 4 milhões
| Título                  | Diretor                      | Produtor     | Data de estréia | Espectadores |
| ----------------------- | ---------------------------- | ------------ | --------------- | ------------ |
| O Auto da Compadecida 2 | Guel Arraes e Flávia Lacerda | Globo Filmes | dezembro/2024   | 4.280.000    |

### Com mais de 2 milhões
| Título          | Diretor       | Produtor             | Data de estreia | Espectadores |
| --------------- | ------------- | -------------------- | --------------- | ------------ |
| Minha Irmã e Eu | Susana Garcia | Paris Entretenimento | dezembro/2023   | 2 090 000    |